# Pseudodendroides distinctipennis
Pseudodendroides distinctipennis is een keversoort uit de familie vuurkevers (Pyrochroidae). De wetenschappelijke naam van de soort is voor het eerst geldig gepubliceerd in 1938 door Pic.